# Hawk Creek
Hawk Creek är ett vattendrag i Bahamas.   Det ligger i distriktet North Andros District, i den sydvästra delen av landet, 120 km sydväst om huvudstaden Nassau.
Trakten runt Hawk Creek består i huvudsak av gräsmarker.